# Эксплицитная память
Эксплици́тная па́мять (лат. explicitus «развёрнутый, раскрытый»), декларати́вная па́мять — тип памяти, при котором имеющийся опыт или информация актуализируется произвольно и сознательно.
Люди используют эксплицитную память на протяжении дня, например, вспоминая момент встречи или вспоминая событие из прошлого. Эксплицитная память подразумевает под собой осознанное воспоминание, по сравнению с имплицитной памятью, которая является бессознательным, ненамеренным типом памяти. Актуализация конкретного урока вождения — пример эксплицитной памяти, а повышение водительского мастерства в результате урока является примером имплицитной памяти.

## История
Исследование декларативной памяти началось в 1930-е годы советским физиологом И. С. Бериташвили. Термина «декларативная память» тогда ещё не было, поэтому он называл её «образной» памятью, и именно «образная память» занимала ведущее место в его концепции нервно-психической деятельности. Для изучения данного вида памяти он проводил эксперименты с животными. Собаке показывали что-то съедобное и прятали за одну из ширм (в лаборатории их было несколько), после чего следовала некоторая задержка, в течение которой собака ждала, пока не откроется доступ к ширме, за которой спрятана пища. Опыт повторяли, пряча пищу и за другими ширмами. Он же установил мозговой субстрат образной памяти — удаляя неокортекс у кошек и собак, он обнаружил, что их образная память полностью исчезала.
Однако сами термины «декларативная» и «процедурная» память в 1980-х годах ввели Л.Сквайр и Н.Коен, изучая пациентов с амнезией. Они наблюдали за пациентами с корсаковским синдромом с антероградной амнезией и пациентов, получавших конвульсионные электрошоковые воздействия. Изучаемые пациенты могли приобретать и сохранять навык зеркального чтения, однако не могли запомнить и вспомнить слова, которые только что прочитали.

## Подсистемы эксплицитной памяти
Эксплицитную память также называют декларативной. Декларативная память включает в себя запоминание событий, слов, лиц и т. д., и поскольку её содержание может быть «декларировано» (отсюда и название), она считается осознанной, то есть эксплицитной. Декларативная память включает в себя 2 подсистемы:
- эпизодическую память — состоит из воспоминаний о событиях в жизни человека. Это могут быть воспоминания, которые произошли непосредственно с субъектом или просто воспоминания о событиях, которые происходили вокруг него. Эпизодическая память позволяет совершать ментальные «путешествия во времени» — опираясь на различные контекстуальные и ситуативные детали из предыдущего опыта[1].

- семантическую память — касается общих мировых знаний (факты, идеи, смыслы, понятия), которые могут быть сформулированы[4]. Семантическая память, в отличие от эпизодической памяти, которая состоит из воспоминаний об опыте и конкретных событиях, происходящих в течение нашей жизни, может быть воссоздана в любой момент[5]. Например, семантическая память может содержать информацию о том, что из себя представляет собака, тогда как эпизодическая память может содержать определенное воспоминание о приручении конкретной собаки. Зачастую человек узнаёт о чём-то новом, применяя знания, полученные в прошлом[6].

## Кодирование и воспроизведение
Кодирование эксплицитной памяти зависит от стимулируемой нисходящей обработки, в которой субъект реорганизовывает данные для хранения. Субъект создает ассоциации с ранее связанными раздражителями и переживаниями. Последующее вспоминание информации, таким образом, в значительной степени зависит от того, каким способом первоначально была обработана информация. Чем глубже человек анализирует окружающие явления, тем более детализированный и запоминающийся след остаётся у него в памяти, чего нельзя сказать о поверхностном анализе. Это называется эффектом уровня обработки. Проще говоря, чтобы создать эксплицитные воспоминания, человеку нужно переживать события: думать о них, говорить о них, писать о них, изучать их и т. д. Если студент читает учебник, а после этого пишет тест, то семантическая память, касающаяся того, что было прочитано, улучшается. Эта проработка, «метод теста», улучшает запоминание информации. Это явление называется эффектом тестирования.
Воспроизведение: так как человек играет активную роль в обработке информации, внутренние сигналы, которые использовались в обработке, также могут быть использованы для инициирования спонтанного вспоминания. Когда кто-то говорит о событии, слова, которые они используют, помогут человеку, когда он попробует вспомнить этот случай позже. Условия, в которых информация фиксируется в памяти, могут повлиять на воспоминания. Если человек находится в такой же обстановке, в какой он находился, когда исходная информация была запечатлена, ему гораздо проще вспомнить событие. Это относится к специфике кодирования и это также касается эксплицитной памяти.

## Механизм образования и сохранения
Эксплицитная память формируется при участии таких структур мозга, как кора больших полушарий, гиппокамп, обонятельный мозг, миндалина, базальный передний мозг. Что касается сохранения памяти, то в данном процессе участвуют вторичные и ассоциативные проекционные зоны коры головного мозга. Эти структуры отвечают за мыслительные функции и дальнейшее распознавание сложной информации. Каждая область вторичной проекционной коры (зрительная, слуховая, сенсомоторная и мозжечок с базальными ядрами) отвечает за соответствующую память — зрительную, слуховую, память о выработанных двигательных навыках. Префронтальная кора играет важнейшую роль в хронологизации событий в нашей памяти.

## Виды нарушений
- Гипомнезия — нарушение способности запоминать и воспроизводить отдельные события и факты. При лёгкой форме гипомнезии человек плохо запоминает имена, номера и т. д.
- Гипермнезия — вспоминание чрезмерного количества информации, проблемы с забыванием. При этом ослабляется запоминание текущей информации.
- Амнезия — полное выпадение событий и фактов, которые имели место в определённый временной отрезок жизни.
  - Ретроградная амнезия
  - Антероградная амнезия
  - Фиксационная амнезия
  - Прогрессирующая амнезия
- Парамнезия — ложные воспоминания, смешение прошлого и настоящего, реального и вымышленного.
  - Псевдореминисценция
  - Конфабуляция
  - Криптомнезия[10]